# افچنگ
افچنگ، روستایی است از توابع بخش مرکزی شهرستان سبزوار استان خراسان رضوی ایران. این روستا در دل چند کوه قرار گرفته
نام این روستا در ابتدا هفت جنگ بوده که با گذشت زمان به افچنگ تغییر پیدا کرده

## جمعیت

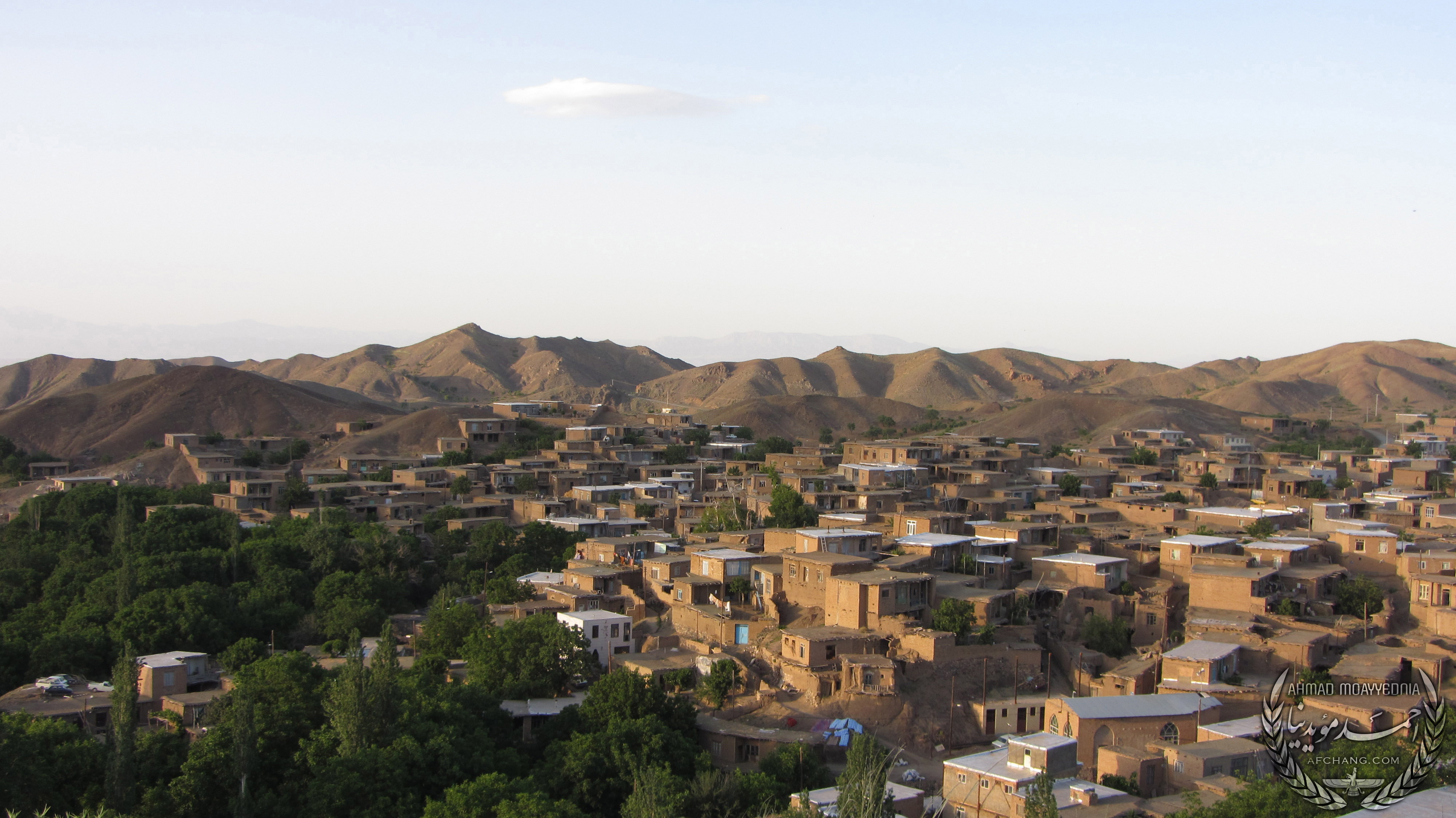

این روستا در دهستان کراب قرار داشته و بر اساس سرشماری سال ۱۳۹۵ جمعیت آن ۸۴۲ نفر (۳۳۵ خانوار)
بوده‌است.